# تيكسي جمنازيوم
تيكسي جمنازيوم هي صالة ألعاب رياضة مغلقة تقع في لياونينغ، الصين، تتسع لـ 4500 متفرج. افتتحت الصالة في 2008. تستضيف أحداثا متنوعة مثل مباريات كرة السلة حيث تستضيف مباريات فريق لياونينغ فلاينج ليباردز كما تستضيف مباريات كرة الطائرة.